# Département de Concepción (Misiones)
Pour les articles homonymes, voir Département de Concepción.
Le département de Concepción est une des 17 subdivisions de la province de Misiones, en Argentine. Son chef-lieu est la ville de Concepción de la Sierra.
Le département a une superficie de 752 km2. Sa population s'élevait à 9 085 habitants, selon le recensement de 2001 (INDEC).